# Незнищенність роду
Незнищенність роду — український документальний фільм про депортацію українців.

## Інформація про фільм
Причиною депортацій було не лишень те, що комуністична влада всюди шукала «ворогів народу», а й потреба економіки СССР у робочій силі, особливо у Сибіру, на Далекому Сході й Півночі.